# Siekierno-Przedgrab
Siekierno-Przedgrab – wieś w Polsce, położona w województwie świętokrzyskim, w powiecie kieleckim, w gminie Bodzentyn.
| SIMC    | Nazwa                | Rodzaj    |
| ------- | -------------------- | --------- |
| 0230384 | Siekierno-Smyków     | część wsi |
| 0230390 | Siekierno-Stara Wieś | część wsi |

W latach 1975–1998 miejscowość należała administracyjnie do województwa kieleckiego.